# KS Puenta Szczecin
Szczeciński Klub Puenta – klub petanki powstały w Szczecinie, członek Polskiej Federacji Pétanque od 2022 roku.

## Sukcesy
- Mistrzostwa Polski Dubletów Kobiet 2023[3]
- Mistrzostwa Polski Tripletów Kobiet 2024[3]
- Mistrzostwa Polski Dubletów Kobiet 2024[3]
- Mistrzostwa Polski Weteranek 2023[3]